# Kremencsuki repülőtér
A Kremencsuki repülőtér (ukránul: аеропорт Кременчук, IATA: KHU, ICAO: UKHK), vagy Velika Kohnyivka-i repülőtér a Kremencsuki Repülési Főiskola repülőtere Kremencsuk Velika Kohnyivka városrésze mellett, a Poltavai területen. Polgári és katonai célú repülőtér.
Az 1990-es években a repülőtér egy részét magáncégek kapták meg ipari célokra. A repülőtér füves kifutópályával rendelkezik. Csak kisebb repülőgépek (pl. An–24) és helikopterek fogadására alkalmas.